# Quicksand (chanson de La Roux)
Pour les articles homonymes, voir Quicksand.
Singles de La Roux
In for the Kill
(2009)
Pistes de La Roux
Tigerlily Bulletproof
Quicksand est le premier single du duo britannique La Roux, tiré de leur premier album "La Roux".
Ce single sera réédité pour une sortie prévue le 23 novembre 2009 au Royaume-Uni.

## Classement du titre
| Pays        | Meilleure Position |
| ----------- | ------------------ |
| Canada      | 18                 |
| États-Unis  | 18                 |
| Royaume-Uni | 153                |